# Расстрел великих князей в Петропавловской крепости

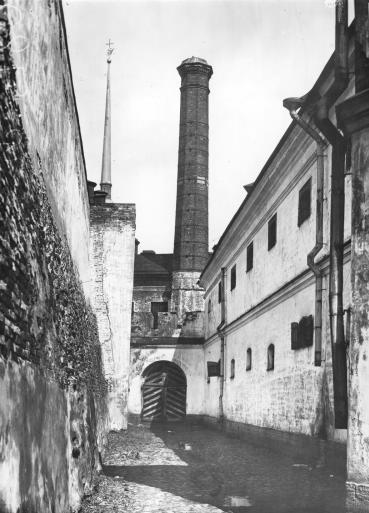
Внешний двор тюрьмы Трубецкого бастиона Петропавловской крепости в 1920-х годах

Расстрел великих князей в Петропавловской крепости — расстрел четверых великих князей в конце января 1919 года (в ночь с 23 на 24 или с 29 на 30 января) по решению ВЧК как заложников в ответ на убийство Розы Люксембург и Карла Либкнехта в Германии.
Погибшие великие князья Георгий Михайлович, Дмитрий Константинович и Павел Александрович канонизированы РПЦЗ в составе собора новомучеников.

## Погибшие
Все четверо расстрелянных были внуками императора Николая I, из них двое родными братьями:
1. великий князь Павел Александрович (1860—1919) — сын императора Александра II;
2. великий князь Дмитрий Константинович (1860—1919) — сын великого князя Константина Николаевича;
3. великий князь Николай Михайлович (1859—1919) — сын великого князя Михаила Николаевича;
4. великий князь Георгий Михайлович (1863—1919) — сын великого князя Михаила Николаевича, брат предыдущего.

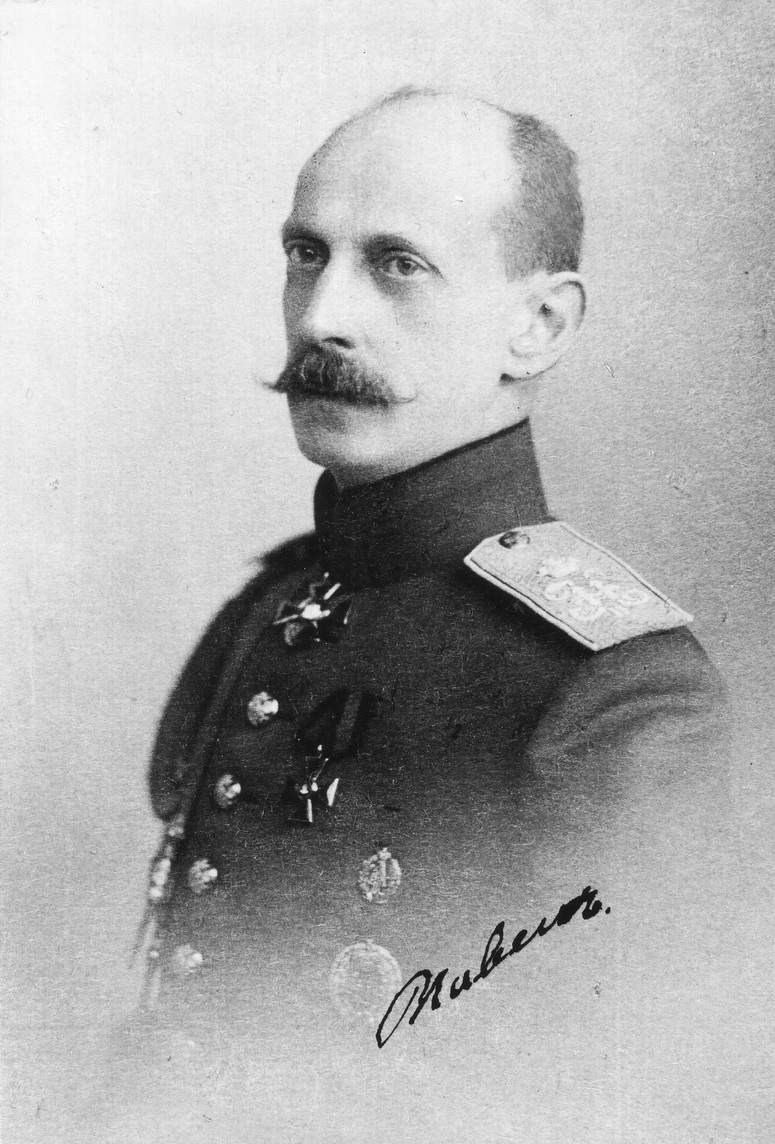
Павел Александрович
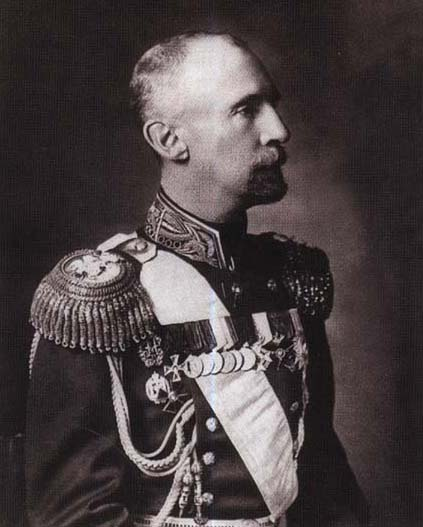
Дмитрий Константинович
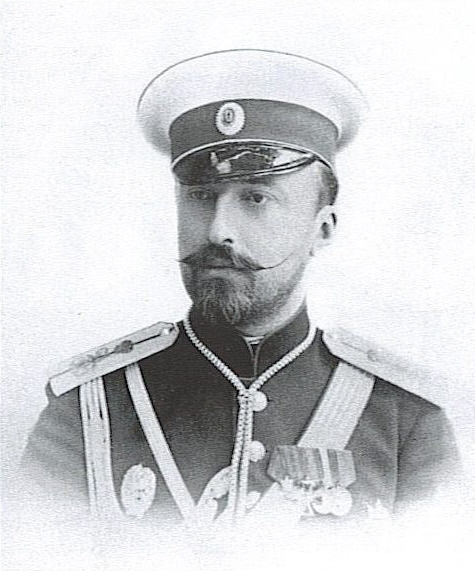
Николай Михайлович
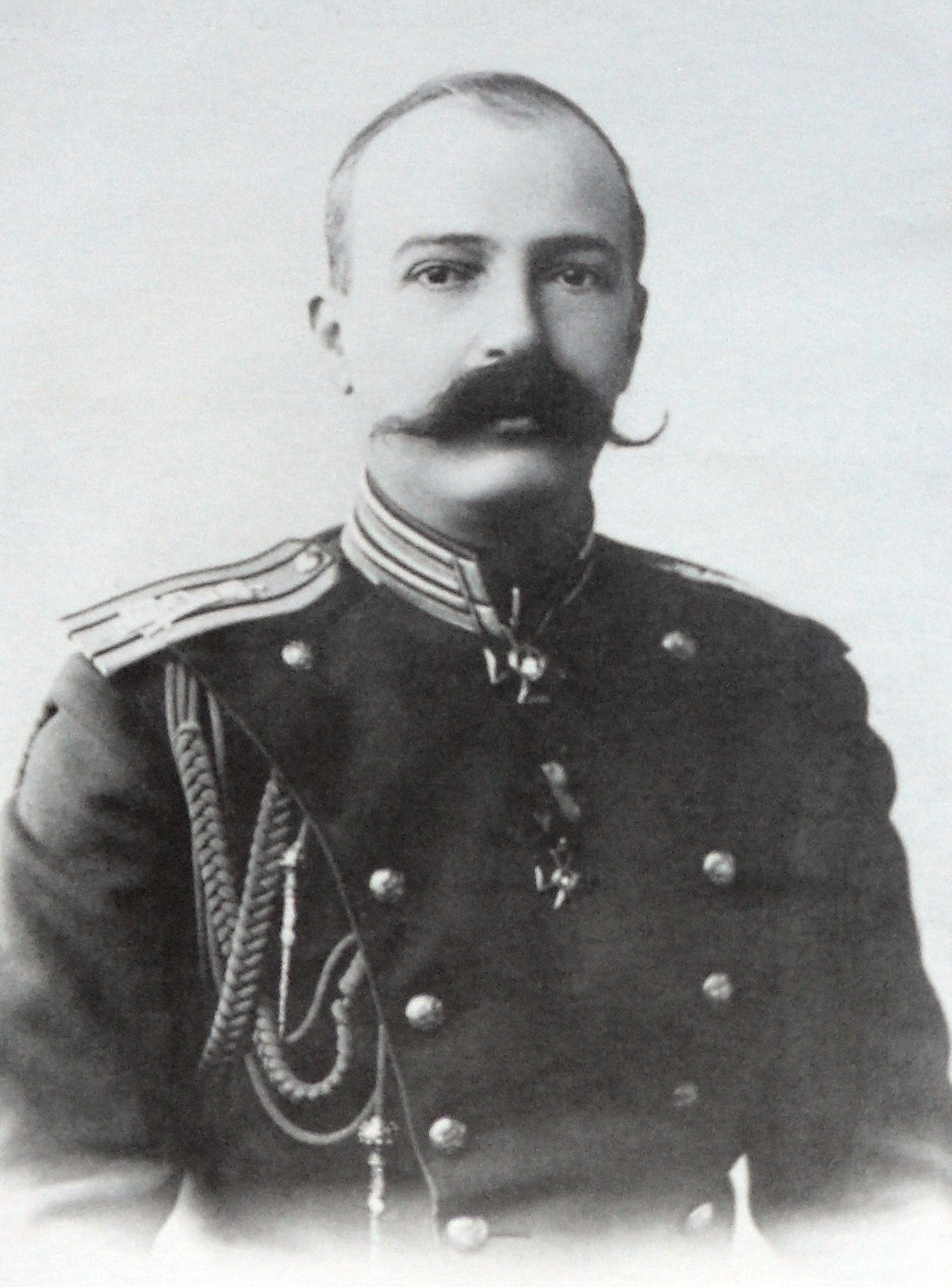
Георгий Михайлович

## Расстрел

### Арест
26 марта 1918 г. в «Красной газете» (г. Петроград) был опубликован декрет за подписью Г. Зиновьева и М. Урицкого:

Совет Комиссаров Петроградской Трудовой Коммуны постановляет:
Членов бывшей династии Романовых — Николая Михайловича Романова, Дмитрия Константиновича Романова и Павла Александровича Романова выслать из Петрограда и его окрестностей впредь до особого распоряжения, с правом свободного выбора места жительства в пределах Вологодской, Вятской и Пермской губерний…
Все вышепоименованные лица обязаны в трехдневный срок со дня опубликования настоящего постановления явиться в Чрезвычайную Комиссию по борьбе с контрреволюцией и спекуляцией (Гороховая, 2) за получением проходных свидетельств в выбранные ими пункты постоянного жительства и выехать по назначению в срок, назначенный Чрезвычайной Комиссией по борьбе с контрреволюцией и спекуляцией…
Трое великих князей покинули Петербург. Но брат императора великий князь Михаил был убит 13 июня 1918 года близ Перми. После этого центральные и местные власти официально распространили дезинформацию о его «побеге» и ужесточили условия содержания князей: «Вологда. 1 июля ПТА. Арестованы великие князья: Николай Михайлович, Георгий Михайлович и Дмитрий Константинович».
Сначала их поместили в Вологодскую тюрьму, а через три недели Петроградская ЧК их перевезла в Дом предварительного заключения Петрограда, затем в Петропавловскую крепость. На положение заключённых перевели и оставшихся в Петрограде великого князя Павла Александровича и князя императорской крови Гавриила Константиновича.

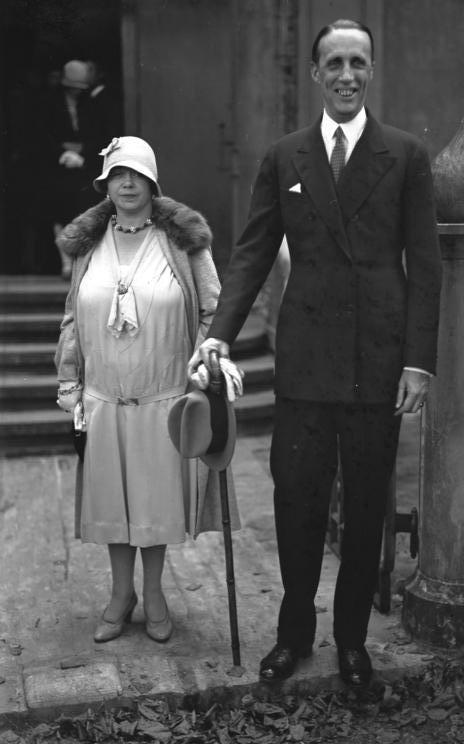
Гавриил Константинович с женой в эмиграции в 1929 году

Избежавший общей участи князь Гавриил Константинович был арестован 15 августа 1918 года и провёл в тюрьме около месяца. Его новобрачная морганатическая жена Антонина Нестеровская (бывшая балерина), ссылаясь на его туберкулез и обращаясь к Максиму Горькому, развила бешеную деятельность и добилась его освобождения. Вскоре они получили разрешение на выезд и уехали в Финляндию, а затем во Францию. Его родные братья Иоанн, Игорь, Константин, однако, были расстреляны под Алапаевском (Алапаевские мученики).
Максим Горький также просил у Ленина помилования для Николая Михайловича, которого глубоко уважали даже на большевистских верхах за его ценные исторические труды и всем известный передовой образ мыслей. «Революция не нуждается в историках», — по легенде ответил Ленин. На заседании Совнаркома РСФСР под председательством Ленина 16 января 1919 года рассматривалось ходатайство Российской Академии наук об освобождении великого князя Николая Михайловича, как известного историка и учёного. В итоге было принято решение Совнаркома: «Запросить Петроградскую ЧК и т. Элиава и отложить решение этого вопроса до получения ответа, если т. Луначарский не предоставит до тех пор исчерпывающих данных». Вопрос больше не обсуждался, но в том же деле имеется ответ Петроградской ЧК: «(…) Чрезвычайная комиссия по борьбе с контрреволюцией и спекуляцией при Совете Коммун Северной области полагает, что не следовало бы делать исключения для б. Великого князя Н. М. Романова».

### Заложники
После покушения на Ленина и убийства Моисея Урицкого (30 августа 1918) был объявлен красный террор. Во многих газетах сообщалось:

Петроград. 6 сентября. В «Северной Коммуне» опубликован 1-й список заложников, которые будут расстреляны в случае, если будет убит кто-либо из советских работников. Список начинается именами бывших великих князей: Дмитрий Константинович, Николай Михайлович, Георгий Михайлович, Павел Александрович…
В итоге родственники императора были расстреляны как заложники. Впоследствии власти заявили, что их казнь была ответом на убийство Розы Люксембург и Карла Либкнехта в Германии (хотя решение о казни было принято 9 января 1919 года, а Люксембург и Либкнехт были убиты только 15 января).

### Казнь

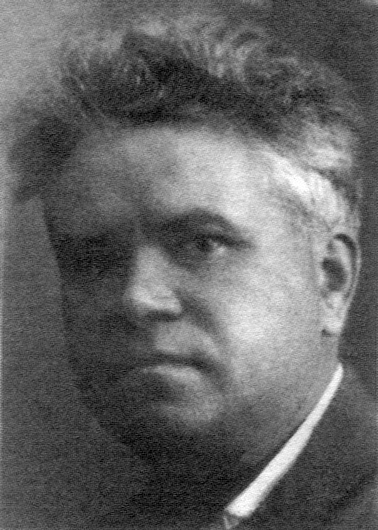
Петерс
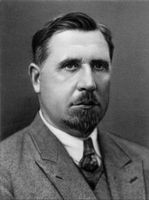
Лацис
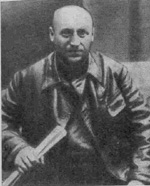
Ксенофонтов

9 января 1919 г. Президиум ВЧК (в заседании участвовали Яков Петерс, Мартын Лацис, Иван Ксенофонтов и секретарь О. Я. Мурнек) вынес постановление: «Приговор ВЧК к лицам, бывшей императорской своры — утвердить, сообщив об этом в ЦИК».
Командовал экзекуционным отрядом некий Гордиенко, — по словам великого князя Александра Михайловича, двое из братьев которого погибли тогда — тюремный надзиратель, получавший в своё время ценные подарки из Кабинета Его Величества.
Вдова великого князя Павла Александровича, княгиня Ольга Палей, писала: 

Один старый тюремный служитель, видевший казнь, рассказал… В среду Павла, одного, привезли на Гороховую и продержали до десяти вечера. Потом объявили, что увозят без вещей. С Гороховой привезли в Петропавловку. Трёх других великих князей доставили со Шпалерной. Всех вместе отвели в тюрьму Трубецкого бастиона. В три ночи солдаты, по фамилии Благовидов и Соловьев, вывели их голыми по пояс и провели на территорию Монетного двора, где у крепостной стены напротив собора была вырыта общая могила, где уже лежали тринадцать трупов. Поставили князей на краю и открыли по ним стрельбу.
Сообщение о расстреле великих князей было опубликовано 31 января 1919 года в «Петроградской правде» без указания причин расстрела, места и даты. Впоследствии эту расправу объясняли как ответ на убийство в Берлине Карла Либкнехта и Розы Люксембург.
Александр Михайлович пишет: «Если верить советским газетам, Великий Князь Николай Михайлович держал до последней минуты на коленях своего любимого персидского кота. Дмитрий Константинович — глубоко религиозный человек — молился громко о спасении души своих палачей».

### Место захоронения
Исследователи уточняют, что упомянутое Ольгой Палей место расстрела — не зона современного комплекса зданий Монетного двора внутри крепости, а территория располагавшихся за её оградой строений на Кронверкском полигоне, близ Головкина бастиона. Гавриил Константинович подтверждает погребение во дворе.
Вероятно, жертвы были похоронены на месте расстрела в братской могиле. Имеются свидетельства современников, что «у стены» были захоронены семнадцать тел, в том числе четверо великих князей.
В любом случае, погибшие Романовы оказались погребены в непосредственной близости от главной романовской усыпальницы в Петропавловском соборе.
В марте 2009 года Музей истории Санкт-Петербурга (Петропавловская крепость) сделал запрос в Управление ФСБ РФ по Санкт-Петербургу и Ленобласти по поводу сведений о расстреле великих князей 30 января 1919 года. 14 апреля 2009 года был получен ответ об отсутствии в архиве Управления данных о месте их расстрела и захоронении.

## Реакция современников
В полной версии воспоминаний великого князя Александра Михайловича описывается сцена в парижском кафе, посетители которого прочитали новость о расстреле.
Открытый протест против бессудной казни смог раздаться даже в Советской России. Один из лидеров меньшевиков Ю. Мартов опубликовал 6 февраля 1919 года статью «Стыдно!» в петроградской газете левых эсеров «Всегда вперёд!», посвящённую казни великих князей. В ней Мартов писал, что казнь великих князей стала очередным проявлением бессмысленной жестокости кровавого режима большевиков и что подобные бессудные казни только вредят делу революции, особенно на международной арене. Напомнив, что казнили великих князей, прикрываясь социалистическими лозунгами, Мартов писал, что для настоящего социалиста жизнь каждого из великих князей не менее неприкосновенна, чем жизнь любого другого гражданина, и назвал саму казнь «гнусностью».

## Канонизация
Великие князья Георгий Михайлович, Дмитрий Константинович и Павел Александрович канонизированы Русской Православной церковью за границей в сонме Новомучеников российских 1 ноября 1981 года. Память собора Новомучеников и Исповедников Российских празднуется в последнее воскресение января. Как и другие погибшие князья, канонизированные РПЦЗ (кроме царской семьи и Елизаветы Федоровны), не признаются РПЦ.

## Расследование
В 1998 году старший прокурор-криминалист Главного следственного управления Генеральной прокуратуры Российской Федерации старший советник юстиции Соловьев В. Н., рассмотрев материалы уголовного дела № 18/123666-93 «О выяснении обстоятельств гибели членов Российского императорского дома и лиц из их окружения в период 1918—1919 годов», возбужденного 19 августа 1993 г., пункт 10.3 («Расстрел великих князей в г. Петрограде в январе 1919 г.»), подытожил: «Подробности о расстреле в ходе следствия установить не представилось возможным. Каких-либо обвинений в совершении противоправных деяний указанным лицам не предъявлялось».

## Реабилитация
В 1996 году представители Санкт-Петербургского общества «Мемориал» обратились в прокуратуру Петербурга с письмом: «В соответствии со ст. 6 Закона о реабилитации просим реабилитировать репрессированных по политическим мотивам (расстреляны в январе 1919 года в Петропавловской крепости) Великих князей: Романова Георгия Михайловича, Романова Николая Михайловича, Романова Дмитрия Константиновича и Романова Павла Александровича».
Реабилитированы постановлением Генеральной прокуратуры Российской Федерации 9 июня 1999 года федеральным законом «О реабилитации жертв политических репрессий» — первыми из убитых Романовых, раньше царской семьи и алапаевских жертв. «Заключение по материалам уголовного дела арх. № 13-1100-97» гласило, что на Романовых Николая Михайловича, Дмитрия Константиновича, Георгия Михайловича и Павла Александровича распространяется действие ст.ст. 1,3 п. «б» Закона Российской Федерации «О реабилитации жертв политических репрессий». Справки о реабилитации выданы Лукьянову Г. Ю., представляющему по доверенности ЕИВ Великую княгиню Леониду Георгиевну Романову.

## Возможные останки
В 1994 году в ответ на запрос НИЦ «Мемориал» заместитель начальника Управления ФСК по Санкт-Петербургу и Ленинградской области В. Л. Шульц ответил: «Сведениями о местах расстрелов и захоронений граждан, осужденных к ВМН в период с 1917 по 1937 год, Управление не располагает».
20 декабря 2009-го рабочие при производстве земляных работ для строительства парковки у Головкина бастиона обнаружили человеческие останки. За последующую неделю из земли было извлечено 17 черепов с отверстиями в затылочной части. Археологи Института истории материальной культуры РАН во главе со старшим научным сотрудником ИИМК Владимиром Кильдишевским предположили, что в этой братской могиле лежат не юнкера и младшие офицеры, а «более взрослые и не совсем простые люди». Комментарий директора расположенного в крепости Музея истории Санкт-Петербурга Александра Колякина гласил, что на территории крепости, которая служила большевикам местом казни, регулярно обнаруживают подобные останки. По состоянию на 2010 год: «На экспертизу в следственный комитет найденные человеческие останки до сих пор не переданы. Как поясняют в пресс-службе музея, находки ещё только „готовят к передаче“».
Следственный отдел СКП при прокуратуре РФ по Санкт-Петербургу отказал в возбуждении уголовного дела по факту обнаружения останков предположительно 17 человек, среди которых могут быть останки Великих князей Романовых, во время проведения земляных работ на территории Петропавловской крепости накануне Нового года «ввиду отсутствия события преступления». В бюро судебно-медицинской экспертизы согласились заняться исследованиями — под руководством известного петербургского судмедэксперта Вячеслава Попова, который в своё время занимался экспертизой останков Николая II и его семьи. Пули, гильзы, золотые украшения, фрагменты одежды, найденные археологами в раскопе, следователями были не востребованы и пока хранятся в музее.

## Памятник
Писатель Даниил Гранин обратился к губернатору Валентине Матвиенко с предложением об установке на месте братской могилы на Заячьем острове памятного знака о трагических событиях тех лет — «небольшого деревянного креста у наружной стены со стороны Кронверкского протока, в стороне от основных туристических маршрутов», на что ему было отвечено отказом.
В 2004 году в Великокняжеской усыпальнице, примыкающей к Петропавловскому собору, была установлена памятная доска с именами четырёх великих князей, расстрелянных в Петропавловской крепости в январе 1919 года.